# The Agatha Christie Hour
The Agatha Christie Hour (Sat Agathe Christie) je TV serija snimljena po djelima Agathe Christie i zbirka priča Agathe Christie.
Po ovoj kolekciji kratkih priča snimljena je TV serija od deset epizoda koje su režirali Cyril Coke i Desmond Davis.
U njima se pojavljuju i Parker Pyne i Miss Lemon koje su u po dvije epizode igrali: Angela Easterling (Miss Lemon) i Maurice Denham (Parker Pyne). Svaka epizoda trajala je 45min. 
Epizode:
- The Case of the Middle-Aged Wife
- In a Glass Darkly
- Djevojka u vlaku
- Četvrti čovjek
- The Case of the Discontented Soldier
- Cvijet magnolije
- Tajna plave staklenke
- Crveni signal
- Jane u potrazi za poslom
- Zrelo doba Edwarda Robinsona